# Parque nacional Talampaya
El parque nacional Talampaya se encuentra ubicado en el centro-oeste de la provincia de La Rioja en Argentina entre los departamentos de Coronel Felipe Varela e Independencia. Fue creado con el objetivo de proteger importantes yacimientos arqueológicos y paleontológicos de la zona y ocupa 213 800 ha (según la Administración de Parques Nacionales). Se encuentra adyacente al parque provincial de Ischigualasto ubicado en la provincia de San Juan, también conocido como Valle de la Luna. En 2000 la Unesco declaró a ambos parques como Patrimonio Cultural y Natural de la Humanidad en América. El nombre Talampaya corresponde al extinto idioma cacán y significaría: río seco del tala.

## Características generales

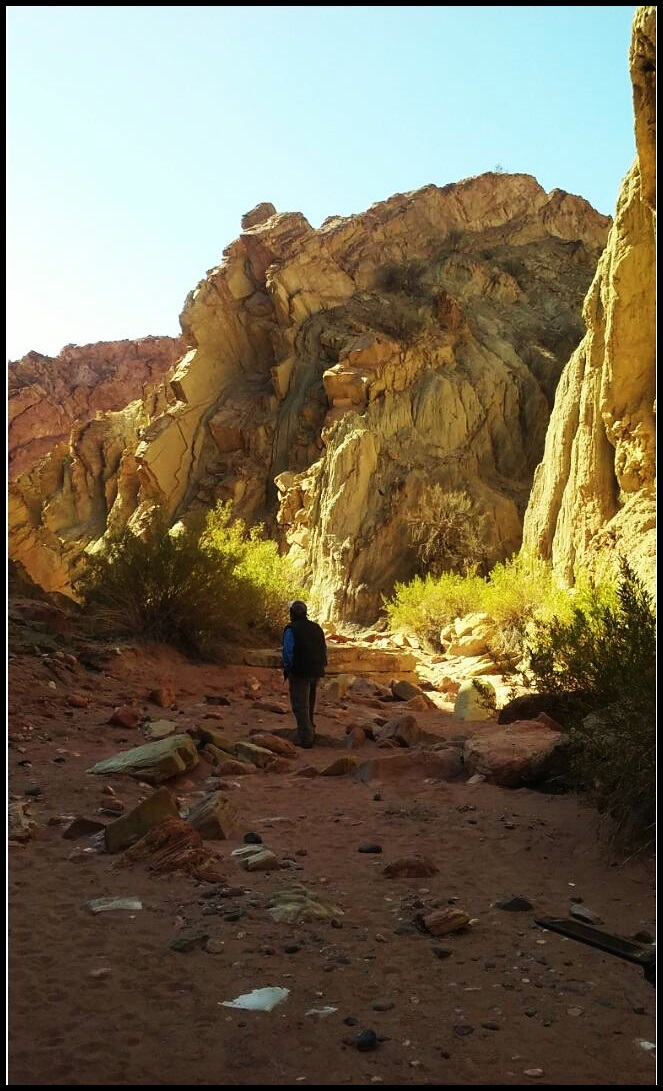
Cañón Arco Iris.

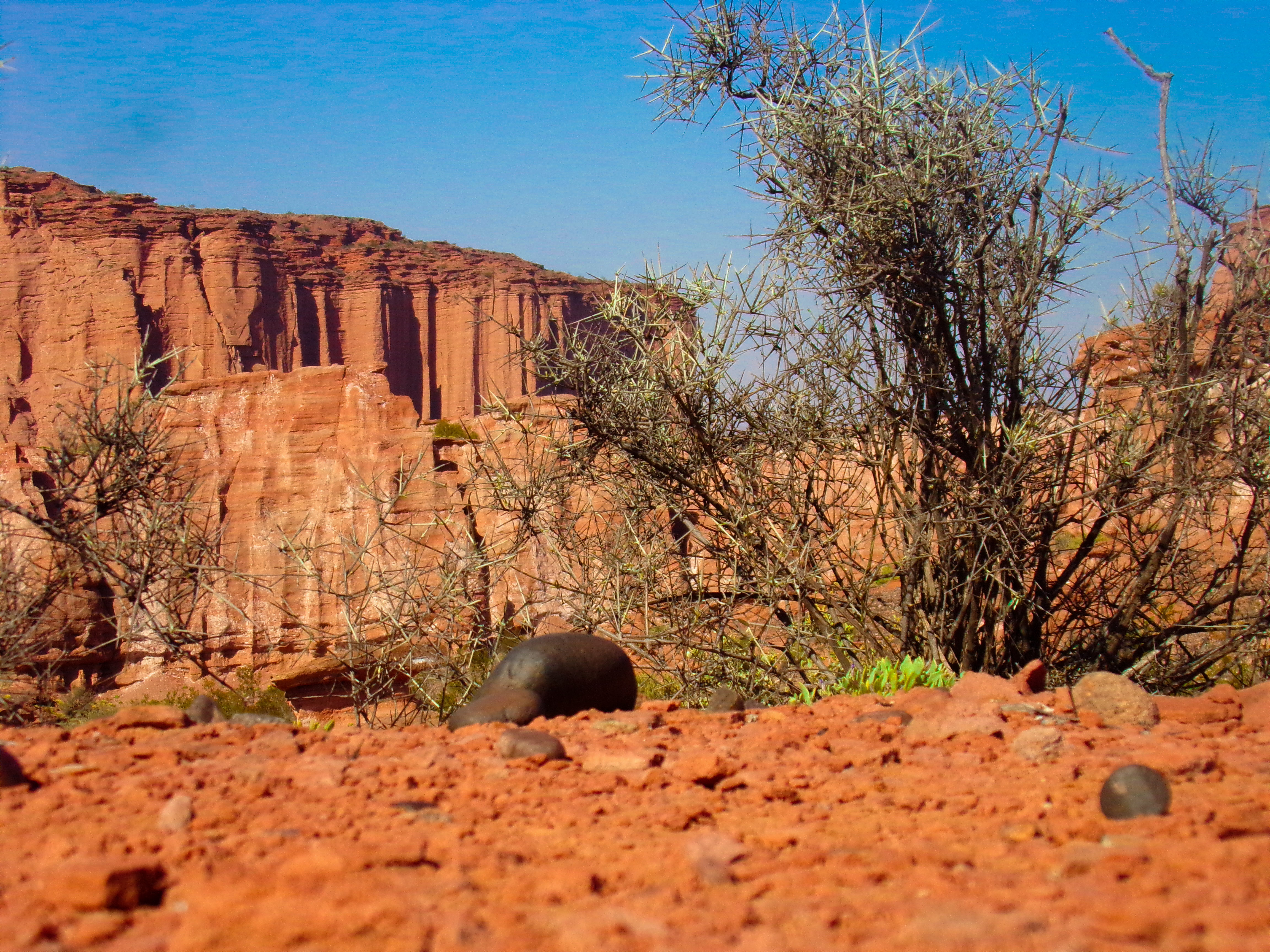
Formación geológica del parque nacional Talampaya.

Las serranías bajas del oeste riojano, exponen procesos erosivos que forman cañadones rectos y altos paredones. Su paisaje, la flora y fauna son característicos del bioma del monte. Es el resultado de movimientos tectónicos, a los que durante milenios se han sumado la erosión del agua y el viento en un clima desértico con grandes amplitudes térmicas, intenso calor de día y bajas temperaturas de noche, con lluvias torrenciales en verano y vientos fuertes en primavera. La altitud promedio del terreno es de alrededor de 1300 m s. n. m.

### Clima
El clima es continental y las temperaturas casi extremas predominan tanto en verano como en invierno. Son frecuentes las sensibles variaciones de temperatura durante el día, y con respecto a la noche las diferencias son notorias. Los veranos son cálidos, con máximas que pueden superar los 50 °C al sol, e inviernos con mínimas absolutas de -7 °C a -9 °C. Los meses con probabilidad de heladas van de mayo a octubre. La radiación solar es intensa. Los vientos soplan durante todo el año y los más frecuentes son los del cuadrante noroeste, oeste, y sudeste, siendo el viento Zonda uno de los más violentos. Es característica la baja humedad tanto en verano como en invierno, salvo cuando se producen lluvias torrenciales muchas veces acompañadas de granizo. Estas son temporarias y la mayoría de las veces ocurren en verano. En invierno suele producirse alguna nevada aislada. El promedio anual de precipitaciones en la región es de 150 a 170 mm.

### Flora
Se encuentra principalmente en la vegetación arbustiva propia de la zonas desérticas como la rala, caña brava, achaparrada y el retamo, que prácticamente no posee hojas y la fotosíntesis la realiza en sus tallos verdes. Las jarillas de follaje brillante y resinoso, y la brea, cubierta de flores amarillas en primavera. También suelen verse algunas cactáceas como los puquis y varios cardones, además de la chilca, un arbusto de los faldeos serranos que es endémico de La Rioja, San Juan y San Luis. En cambio, en los cauces temporarios se despliegan bosques abiertos de algarrobos de gran porte, en Los Cajones, molles de beber.

### Fauna

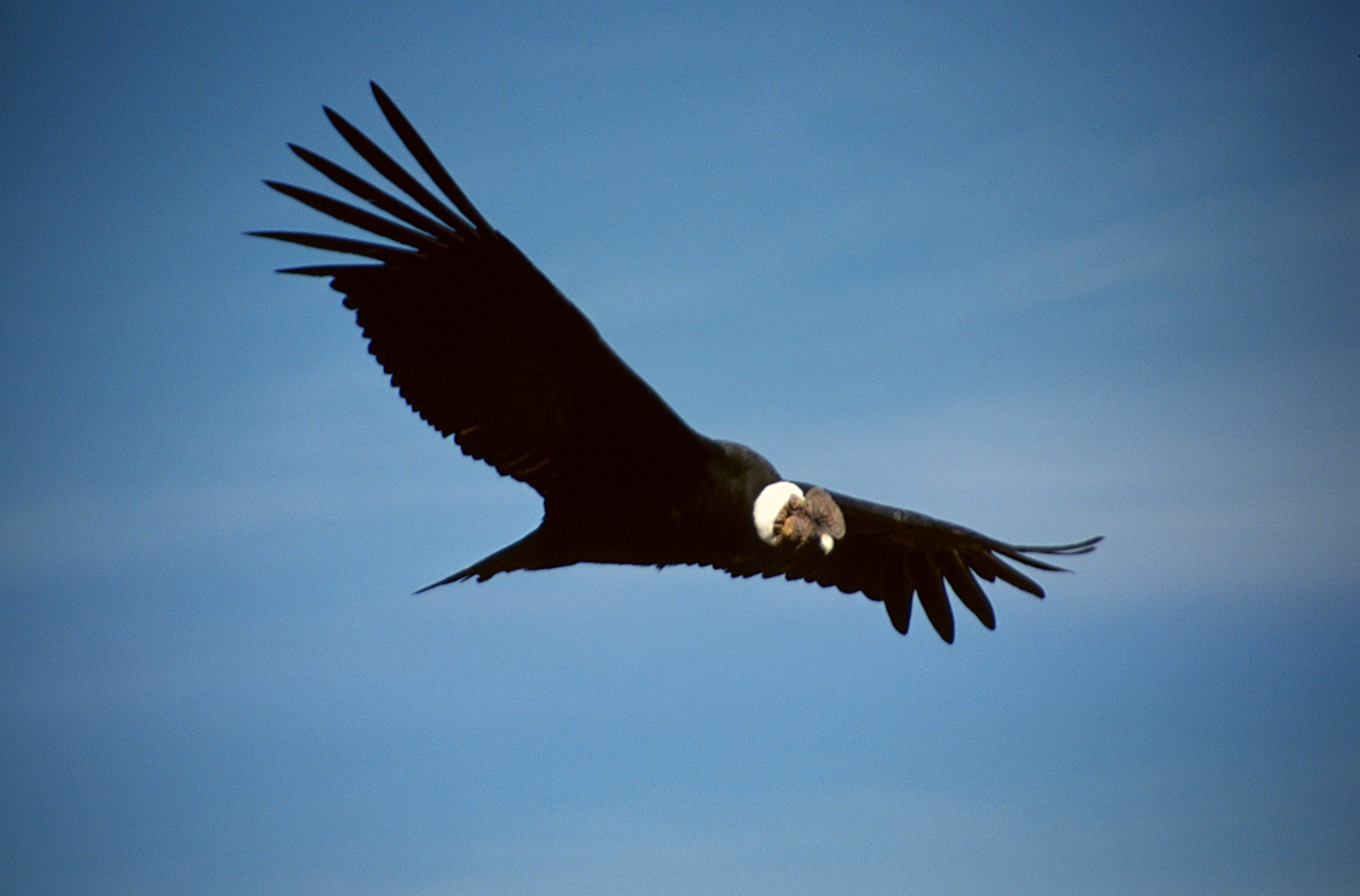
Cóndor.

Se han documentado en la fauna del parque nacional 120 especies, de las cuales 16 pertenecen a insectos y 104 a vertebrados, de los cuales merecen destacarse el zorro gris, la chuña de patas negras, y la calandria mora, los cuales son comunes en las inmediaciones de la entrada al área. Los altos paredones rojizos son utilizados como apostaderos por varias aves rapaces, como el cóndor andino, el águila mora, y el halcón peregrino. También son la morada de roedores como el chinchillón. Entre los arbustales de los bolsones arenosos es posible ver algunas especies endémicas de Argentina, por ejemplo el gallito arena, el canastero rojizo, el cacholote pardo. Entre los mamíferos el pichiciego, un pequeño armadillo de hábitos subterráneos. También pueden ser vistos en el parque nacional algunos guanacos de pelaje castaño, caracterizados por su cuello un poco más largo de lo normal. Otras especies presentes son suris cordilleranos, quirquinchos, liebres, vicuñas, pumas, maras, zorros colorados y reptiles como pitones y víboras conejeras. 

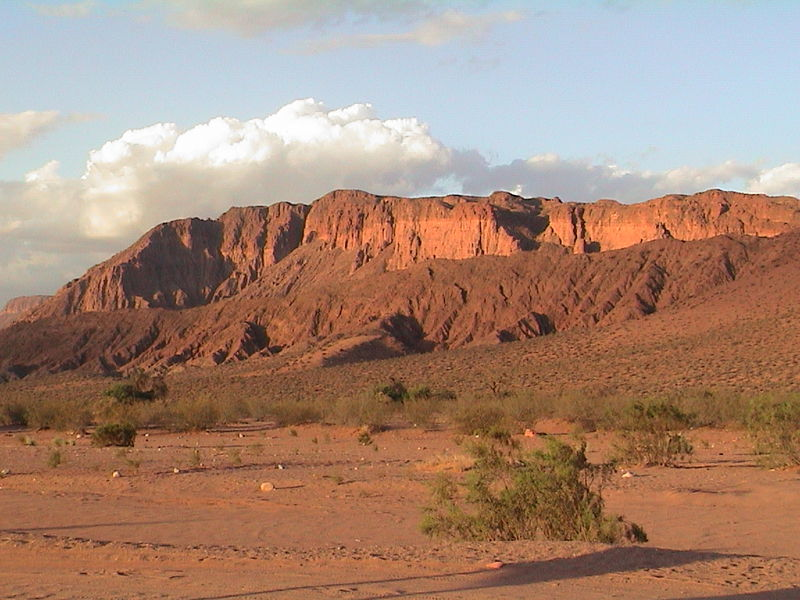
Vista de Talampaya.

## Geología
Talampaya comparte con Ischigualasto la cuenca geográfica triásica. Toda esta cuenca geológica es considerada como uno de los paraísos más importantes en material geológico de la República Argentina. El parque cuenta con rocas que documentan la evolución del planeta por más de cuarenta y cinco millones de años, siendo por ejemplo testigo hace más de 250 millones de años de la división del supercontinente Pangea.
La formación Talampaya está compuesta por una aglomeración de rocas de color rojo parduzco. Las paredes y el cañón del río Talampaya fueron erosionados por el viento y el agua, dándoles curiosas formas. Al paisaje se suman morteros colectivos, restos de viviendas indígenas y petroglifos de gran antigüedad. Los estratos están principalmente formados por arenisca depositada por los abanicos aluviales que bajaron de los bordes de la cuenca. Esta roca, debido a la erosión eólica de millones de años, con sus areniscas y arcillas de múltiples colores, adquirieron diversas formas. Muchas de esas formas tienen nombres propios como: el Fraile, el Rey Mago, la Catedral, el Tablero de Ajedrez, las Agujas, el Pesebre y el Castillo. En el área conocida como Ciudad Perdida, puede verse el esplendor de las geoformas de Talampaya.
En la cuenca se encuentran cinco formaciones representadas por un ciclo sedimentario que se inicia con sedimentos red beds (formación Tarjados), a los que les suceden sedimentos grises (formación Ischichuca), luego aparecen capas verdes (formación Los Rastros); les suceden formaciones grises (Ischigualasto) y finalmente los reds beds de la formación Los Colorados.

## Paleontología
El parque es un importante yacimiento paleontológico, constituye un sitio de gran importancia por su abundante riqueza en fósiles. Entre los fósiles descubiertos se encuentra el Lagosuchus talampayensis, uno de los primeros arcosaurios que habitó la Tierra, hace 250 millones de años, en los inicios del triásico. También se encontraron fósiles de tortugas con una antigüedad de 210 millones de años, como la Palaeocheris talampayens. Gracias a una larga serie de animales fósiles desconocidos para la paleontología se está permitiendo completar uno de los estudios más interesantes de la ciencia paleontológica: cómo y cuándo surgieron los primeros dinosaurios, amén de aumentar los conocimientos sobre los reptiles mamiferoides de cuyo tronco básico surgieron posteriormente los mamíferos.

## Pueblos originarios

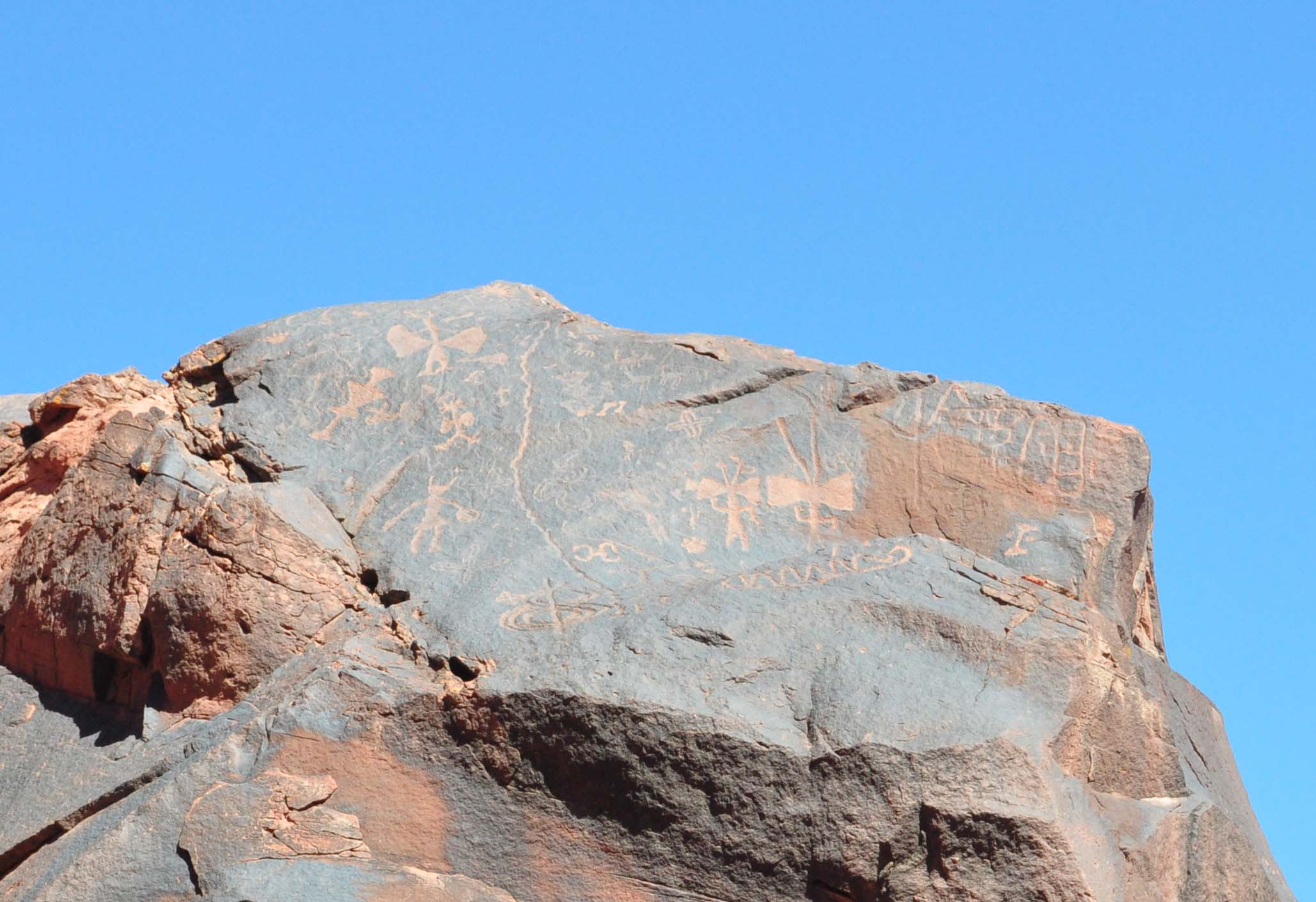
Petroglifos.

En la zona datan ocupaciones humanas del año 120 y 1180 de nuestra era, donde se encontraron importantes grabados y pintados descubiertos en piedras y cerámicas, que expresan una fusión armonizante entre naturaleza y cultura. El núcleo más importante donde pueden observarse los rastros de esta cultura ancestral corresponde a la zona llamada Los Pizarrones que se ubica sobre el cauce de un arroyo temporario afluente del río Talampaya, en un sector plano y liso de roca de unos 15 m de largo cubierto de grabados esculpidos (petroglifos) varios siglos antes de la conquista. 
También se hallaron en la zona restos de viviendas y de muros de piedra, fragmentos de barro cocido y material lítico proveniente de la confección de elementos de roca. Es de suponer que en aquellas épocas, unos mil años atrás, el clima sería un tanto más húmedo y la mayor abundancia de aguas permanentes, vegetación y fauna, habría facilitado la instalación de grupos humanos estables y la ocasión para el desarrollo de sus manifestaciones artísticas, rupestres y artesanales.

## Historia
Las vastas cuencas permanecían virtualmente desconocida debido a su aislamiento. Solo la construcción de la carretera en la década de 1970, que une Patquía con Villa Unión permitió el ingreso de vehículos motorizados. El objetivo fue conservar una interesante muestra del ambiente de monte, yacimientos arqueológicos y paleontológicos en un marco de imponente belleza escénica. El cañón y su acceso fueron por primera vez levantados por el ingeniero Werner Lorenz, geodesta alemán radicado en Villa Unión.
Su difusión como maravilla natural se debe a Federico Kirbus, periodista, escritor, investigador, que a partir de 1977 comenzó publicando artículos ilustrados de las formaciones de Talampaya e Ischigualasto, notas que de esta forma comenzaron a atraer a los primeros turistas independientes.

## Creación
Mediante la ley provincial n.º 3509 sancionada el 16 de mayo de 1975 la provincia de La Rioja creó el parque provincial Talampaya.
Por la ley n.º 6192 sancionada el 1 de agosto de 1996 y promulgada por decreto n.º 1334/1996 la provincia de La Rioja cedió al Estado Nacional la jurisdicción sobre el parque provincial Talampaya:

Artículo 3º: La provincia de La Rioja, cede al Estado Nacional para su incorporación como Parque Nacional al sistema de la Ley Nacional Nº 22.351, según establecido por la misma en los Artículos 4º, 5º y 6º, la jurisdicción sobre el área comprendida entre los siguientes límites:
 a)PARQUE PROVINCIAL DE TALAMPAYA: Una superficie aproximada de 215.000 hectáreas (...)

La ley n.º 6192 fue modificada por la ley n.º 6224, sancionada el 19 de septiembre de 1996 y promulgada por decreto n.º 1335/1996.
La ley nacional n.º 24846, sancionada el 11 de junio de 1997 y promulgada el 10 de julio de 1997, aceptó la cesión y creó el parque nacional Talampaya:

ARTICULO 1º-Acéptase la cesión de la jurisdicción y dominio efectuada por la Provincia de La Rioja al Estado nacional mediante el artículo 3º de la Ley Provincial Nº 6192, sancionada el 1º de agosto de 1996 y promulgada por Decreto Nº 1334/96 y su modificatoria Nº 6224, sancionada el 19 de septiembre de 1996, promulgada por Decreto Nº 1335/96, sobre un área de aproximadamente DOSCIENTAS QUINCE MIL HECTAREAS (215.000 hectáreas), encerradas por la siguiente línea poligonal: desde el Punto Astronómico 53 (PA53), en la Ruta Provincial Nº 26 kilómetro 85 (1 igual a latitud 30º 12'06", y longitud 67º 40'32"), una línea con rumbo Norte que llega hasta el Portezuelo Amarillo, ubicado en la Sierra de Sañogasta (2 igual latitud 29º 36' 00" y longitud 67º 40' 32"), desde allí con rumbo Oeste siguiendo el curso del Río de la Caída, hasta su salida de la Sierra de los Tarjados (3 igual latitud 29º 34' 30" y longitud 67º 53' 00"). Desde allí la línea toma rumbo Sur, siguiendo por el pie de la Sierra de los Tarjados hasta encontrar el límite Sur del Campo de Pagancillo (4 igual latitud 29º 44' 30" y longitud 67º 52' 30"). Desde este lugar la línea toma rumbo Oeste y siguiendo el límite Sur del Campo de Pagancillo llega hasta el Río Bermejo (5 igual latitud 29º 40' 00" y longitud 68º 16' 30") desde allí la línea continua con rumbo Sur hasta dar con la Cumbre del Cerro Rajado. Desde este lugar la línea prosigue con rumbo Sudeste hasta llegar al camino que viniendo de Usno pasa por Los Baldecitos y empalma con la Ruta Provincial Nº 26. A partir de este lugar la línea toma rumbo Nordeste y siguiendo el camino arriba descripto llega hasta la Ruta Provincial Nº 26 cerrado la poligonal en el Punto Astronómico 53 (1).

El 14 de noviembre de 2001 fue aprobado el Plan de Manejo del parque nacional Talampaya -fase 2-.

## Administración
Por resolución n.º 126/2011 de la Administración de Parques Nacionales de 19 de mayo de 2011 se dispuso que parque nacional encuadrara para los fines administrativos en la categoría áreas protegidas de complejidad II, por lo cual tiene a su frente un intendente designado, del que dependen 4 departamentos (Administración; Obras y Mantenimiento; Guardaparques Nacionales; Conservación y Uso Público) y 2 divisiones (Despacho y Mesa de Entradas, Salidas, y Notificaciones; Recursos Humanos y Capacitación). La intendencia tiene su sede en la localidad de Villa Unión.

## Acceso y turismo
El cañón de Talampaya se encuentra a 59 km de Villa Unión, a 150 km de Patquía y a 216 km de la ciudad de La Rioja.
El parque nacional Talampaya está atravesado por la ruta nacional n.° 76 que une las localidades del oeste riojano con la ciudad de Patquía en la misma provincia. El tramo de la ruta provincial n.º 26 entre Villa Unión y Los Baldecitos —esta última localidad en el límite de las provincias de La Rioja y San Juan— atraviesa el parque nacional. El centro de informes se encuentra a 14 km de esta ruta, desviándose hacia el noreste.
En el lugar donde se localiza el centro de informes, que cuenta con sanitarios y bar, se inician las recorridas por el cañón de Talampaya donde se puede apreciar diversas muestras del patrimonio arqueológico, particularmente en los sectores Puerta de Talampaya y Los Cajones. La Ciudad Perdida es uno de los sitios de mayor atractivo turístico, por su belleza panorámica y las extrañas geoformas que es posible ver allí. Para acceder a este circuito debe solicitarse la autorización del guardaparque.
Dentro del parque pueden verse: el cauce seco del río Talampaya, en el que hace millones de años vivieron dinosaurios; restos de pueblos originarios, como los petroglifos de la Puerta del Cañón; un jardín botánico de reserva de la flora autóctona; paredones naturales de hasta 145 m de altura con formaciones geológicas talladas en la arenisca roja; fauna de la región.

## Galería de imágenes

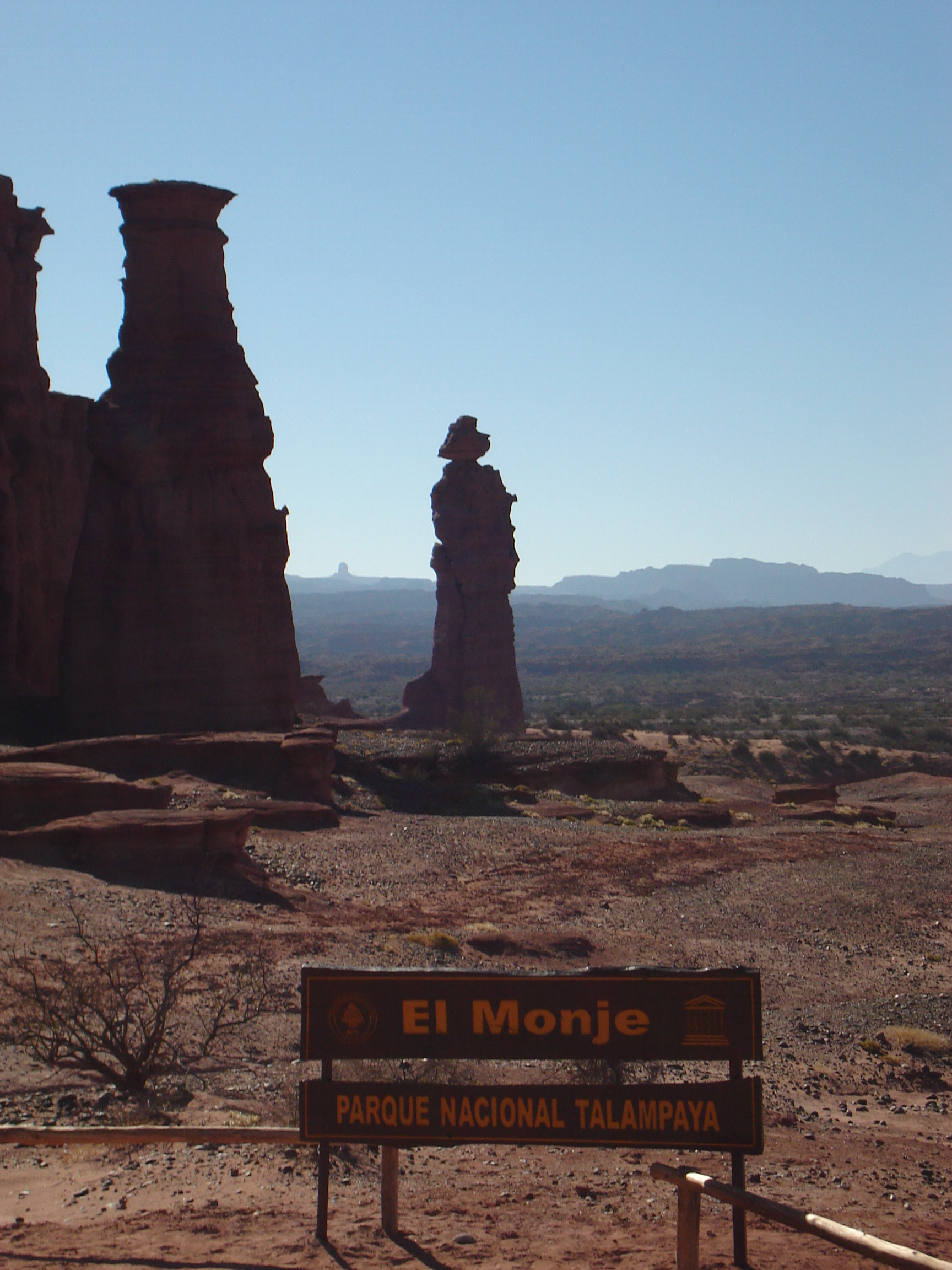
Formación rocosa llamada El Monje.
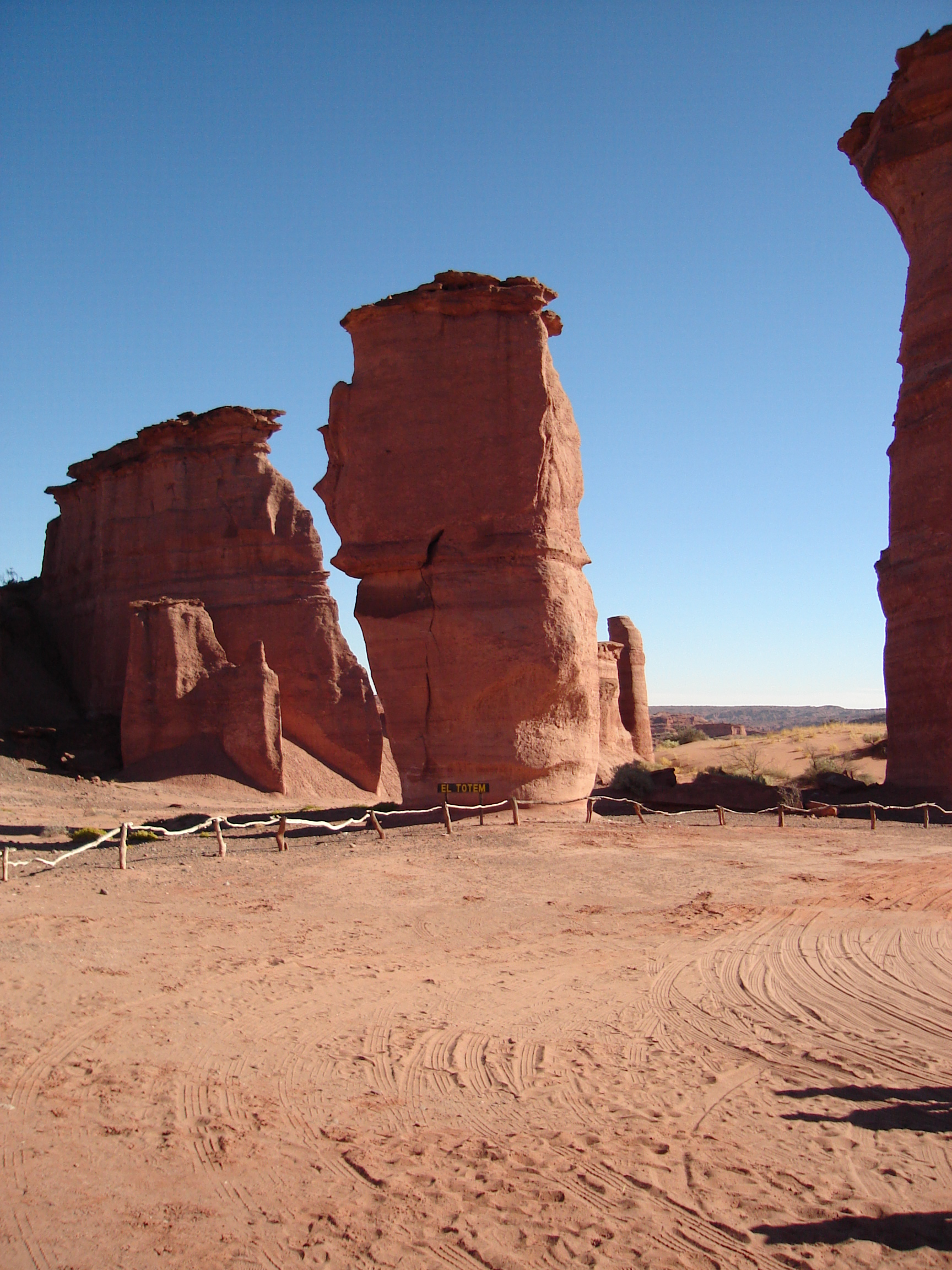
Formación rocosa llamada Totem.
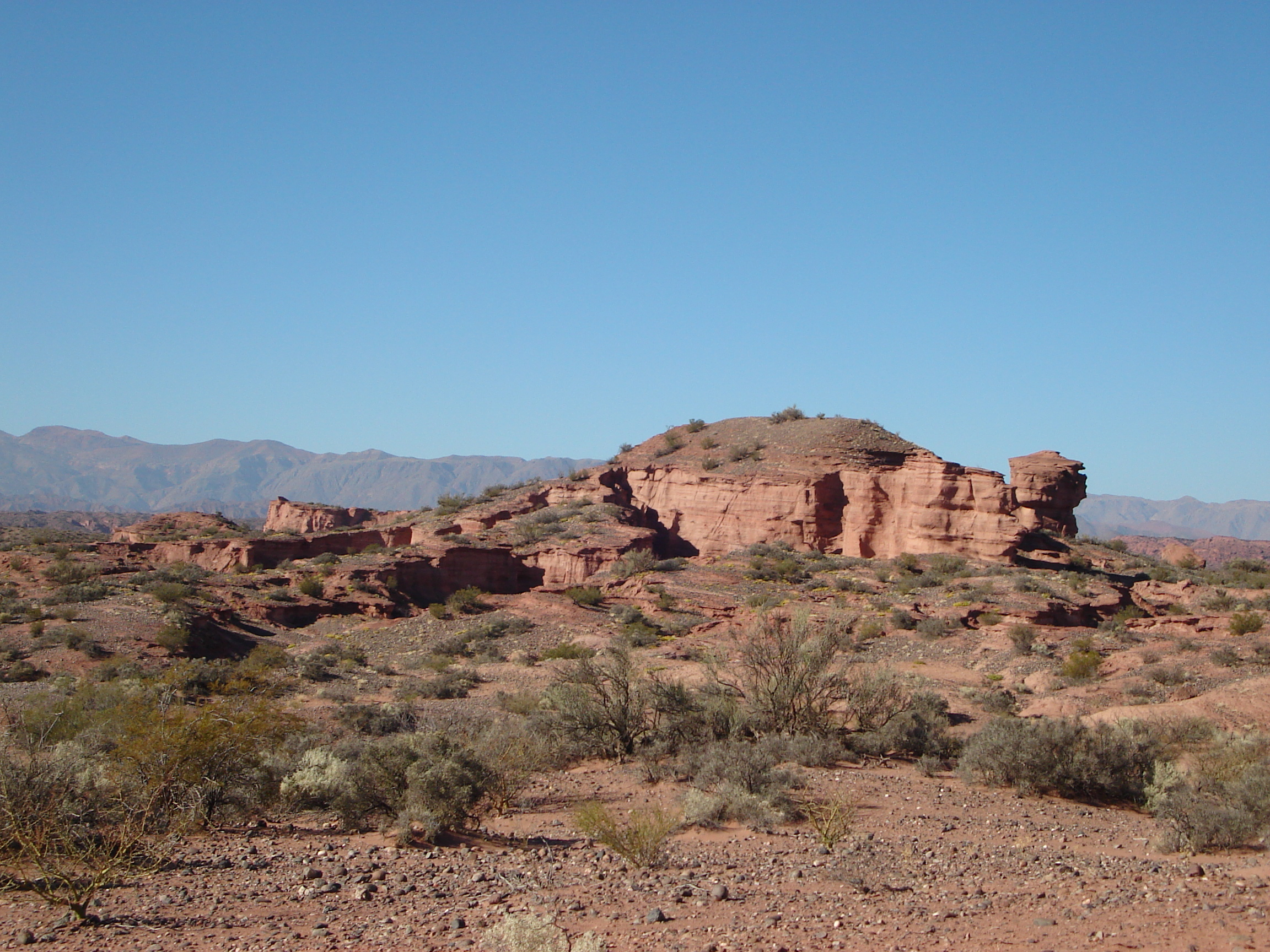
Formación rocosa llamada La Tortuga.
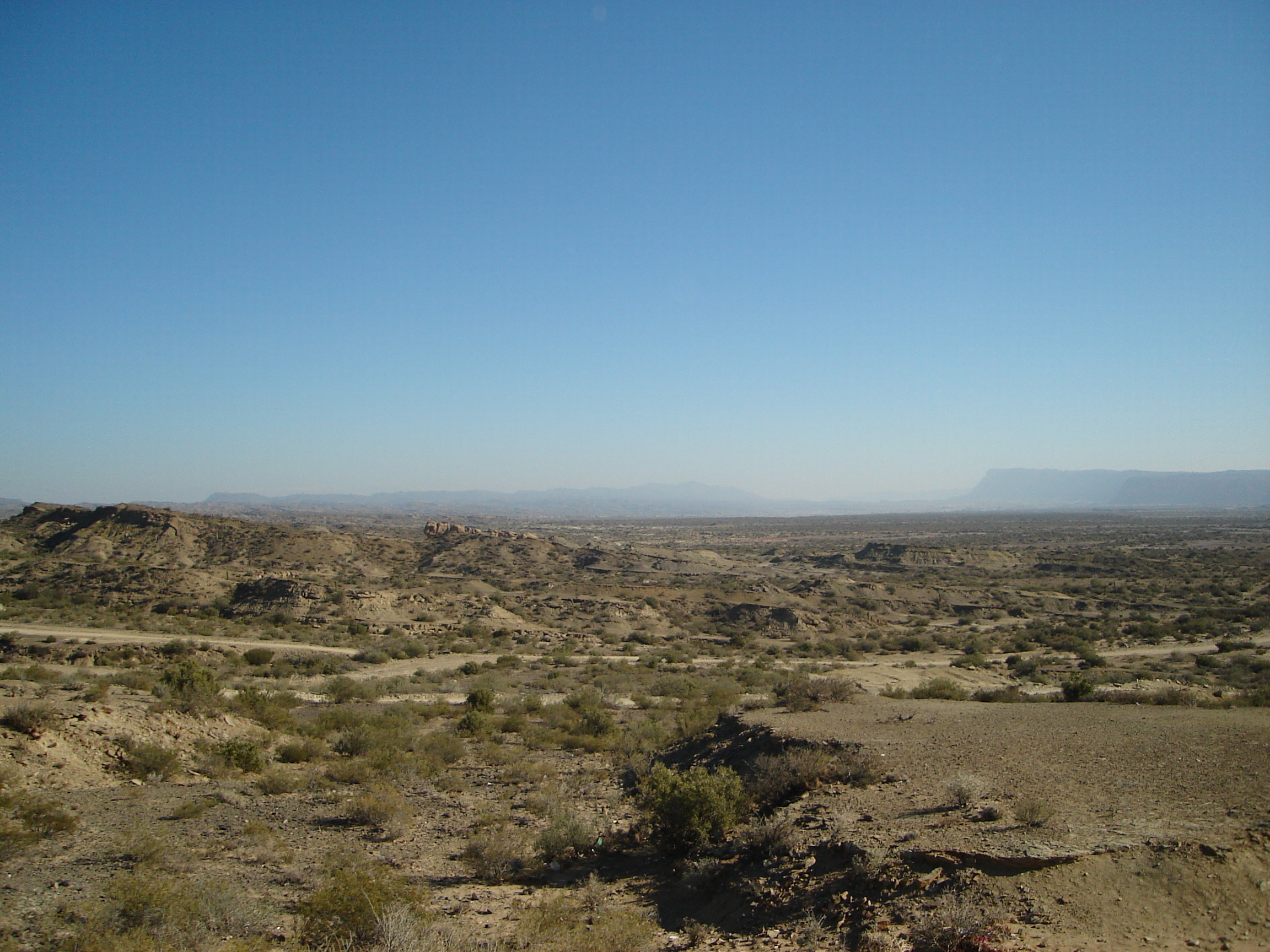
Paisaje desde la ruta turística camino al cañón.
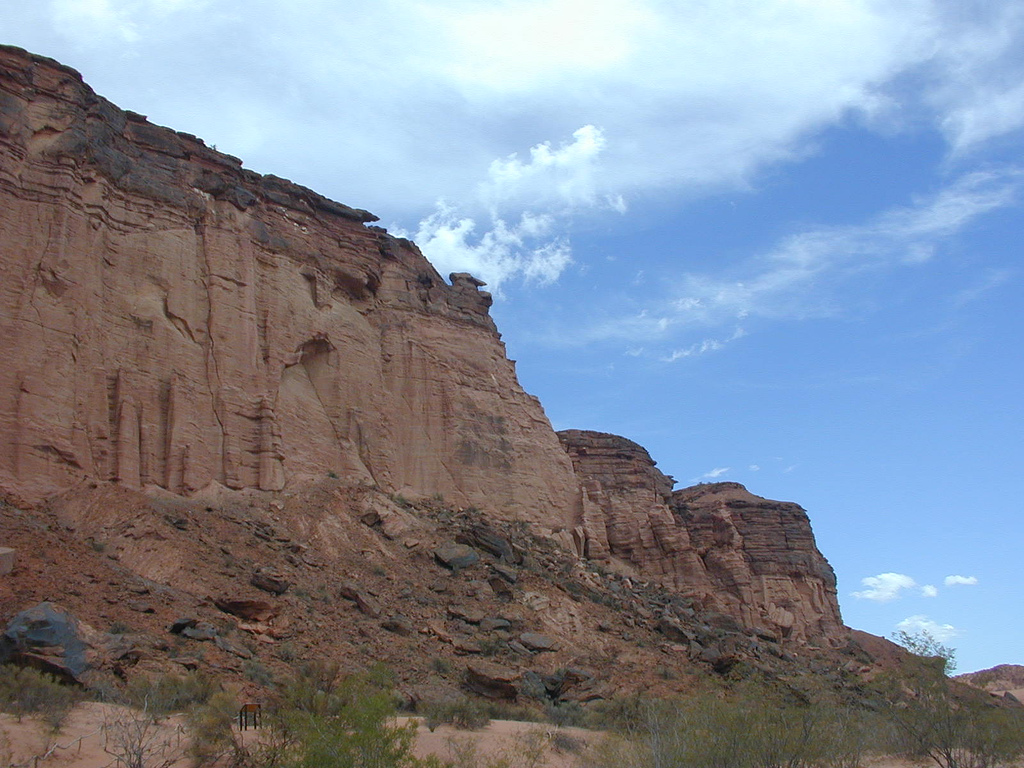
Vista del parque nacional.
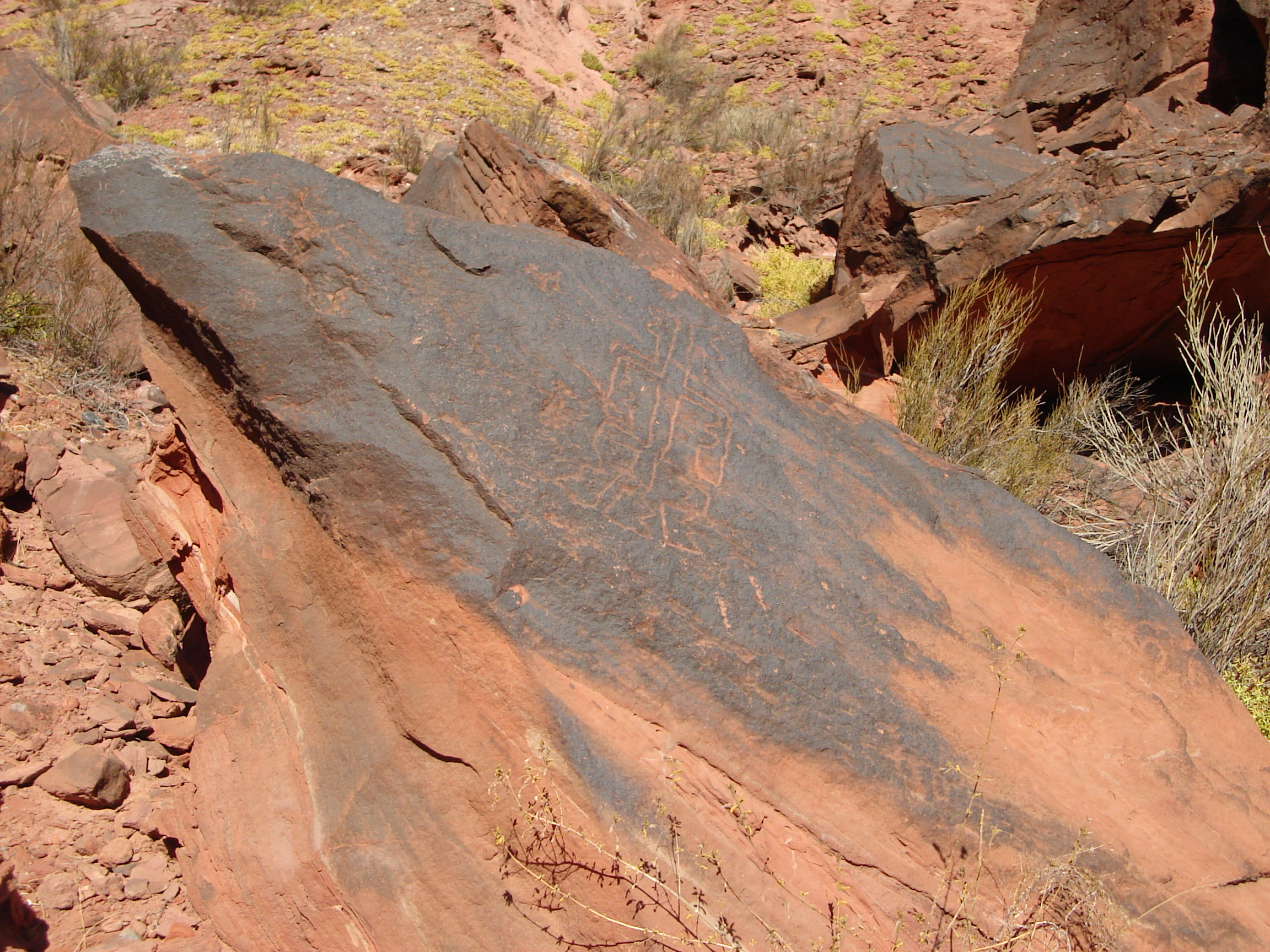
Petroglifo en la entrada del cañón.
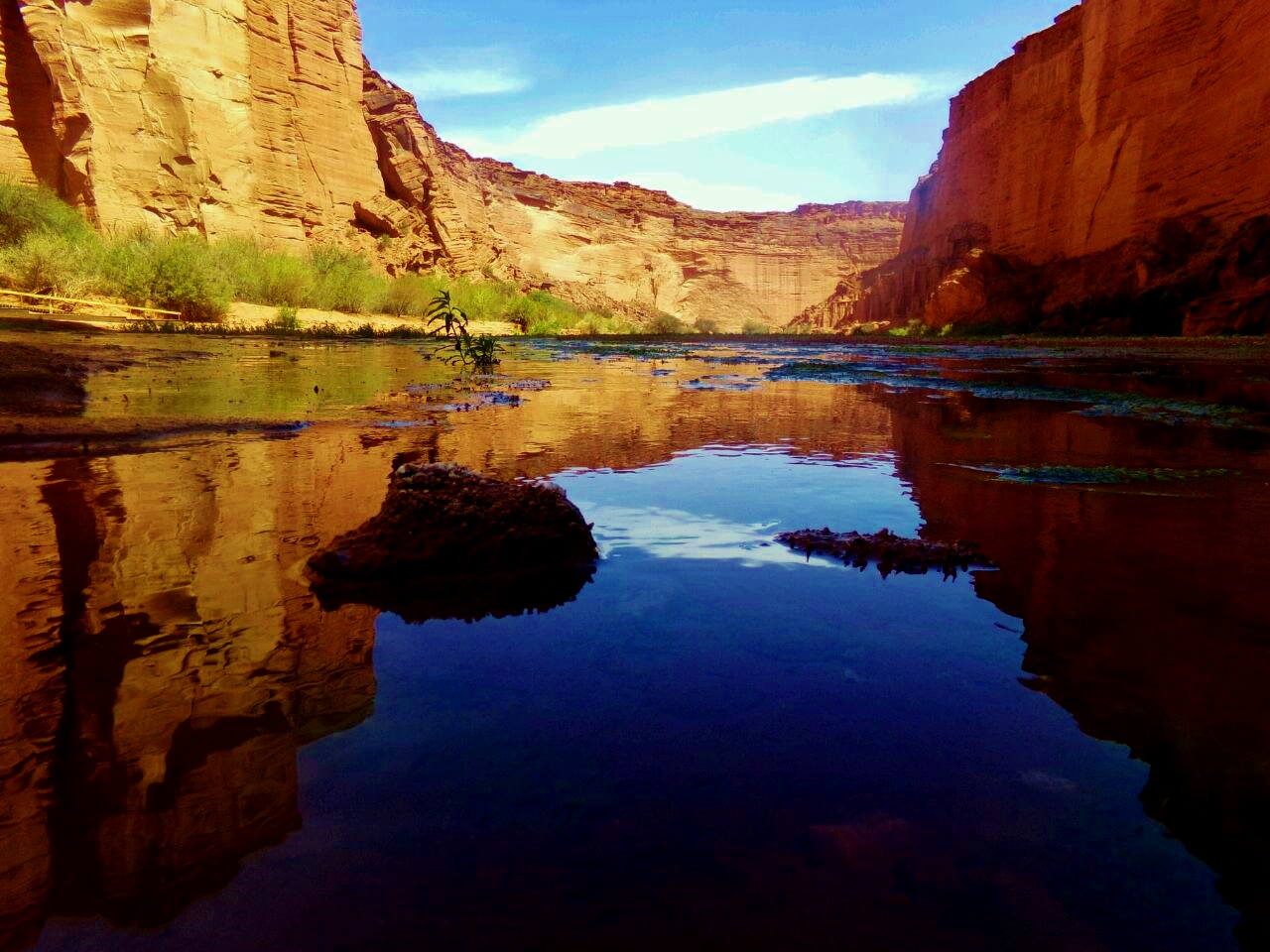
Ilusión del cañón Talampaya